# 레모니 스니켓의 위험한 대결
《레모니 스니켓의 위험한 대결》(영어: Lemony Snicket's A Series of Unfortunate Events)는 2004년 개봉한 미국의 모험/가족이다. 브래드 실버링이 메가폰을 잡았고 짐 캐리가 주연했다.

## 출연
| 배우            | 배역                 | 비고   |
| --------------- | -------------------- | ------ |
| 에밀리 브라우닝 | 바이올렛 보들레어 역 | 주인공 |
| 짐 캐리         | 올라프 백작 역       | 악역   |